# Jewgienij Pticzkin
Jewgienij Nikołajewicz Pticzkin (ros. Евге́ний Никола́евич Пти́чкин; ur. 1 lipca 1930 w Moskwie, zm. 28 listopada 1993 tamże) – radziecki kompozytor. Zasłużony Działacz Sztuk RFSRR (1978). Ludowy Artysta RFSRR (1988). Pochowany na Cmentarzu Kuncewskim w Moskwie.

## Wybrana muzyka filmowa

### Filmy fabularne
- 1968: Przeciw Wranglowi
- 1977: Przeznaczenie
- 1982: Wyspa skarbów

### Filmy animowane
- 1974: Jak zając Szaraczek zaprzyjaźnił się ze źródełkiem
- 1975: Żyli sobie Och i Ach
- 1976: Bajka o leniuszku
- 1977: Och i Ach wędrują w świat
- 1977: Zgubiony pieniążek
- 1978: Mistrz i kibice
- 1981: Zając fachowiec
- 1981: Alicja w Krainie Czarów
- 1982: Jak przyjaciel, to przyjaciel
- 1982: Leśny kwartet